# Обианг, Фредерик
Фредерик Обианг (фр. Frédéric Obiang, род. 11 ноября 1984) — габонский шоссейный велогонщик.

## Карьера
В 2007 году принял участие в чемпионате Африки.
В 2012 году стал чемпионом Габона в групповой и индивидуальной гонках
За время своей карьеры стартовал на таких гонках как Тур дю Фасо, Тропикале Амисса Бонго, Тур Камеруна, Ивуарийский тур мира, Тур Руанды.

## Достижения
2010
2-й на Чемпионат Габона — групповая гонка
2012
 Чемпион Габона — групповая гонка
 Чемпион Габона — индивидуальная гонка
2013
3-й на Чемпионат Габона — групповая гонка
3-й на Чемпионат Габона — индивидуальная гонка
2-й на Souvenir de l´Indépendance

## Рейтинги
| Год                 | 2013 |
| ------------------- | ---- |
| Африканский тур UCI | 74-й |
|                     |      |
| Источник: UCI       |      |